# Manuel Blum
Manuel Blum (Caracas, 26 april 1938) is een Amerikaans theoretisch informaticus. Hij ontwikkelde de axiomatische complexiteitstheorie en ontving mede daarvoor in 1995 een Turing Award.

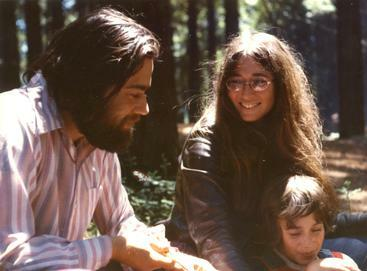
Manuel Blum samen met Lenore en Avrim Blum (1973)

## Levensloop
Manuel Blum werd in 1938 geboren in Venezuela maar studeerde in de Verenigde Staten en werkte daar ook zijn hele leven. 
Blum haalde aan het MIT een bachelor- en een mastergraad in elektrotechniek, en daarna promoveerde hij onder Marvin Minsky in de wiskunde. Tijdens zijn promotieonderzoek ontwikkelde hij de axiomatische complexiteitstheorie. Zijn proefschrift schreef hij in 1964.
Na zijn promotie ging Blum in 1967 in Berkeley werken, waar hij opklom tot hoogleraar in de informatica. Sinds 2001 is hij hoogleraar informatica aan de Carnegie Mellon University, waar ook zijn vrouw, Lenore Blum, en zijn zoon, Avrim Blum, als informatica-hoogleraren werken.

## Werk
Manuel Blums voornaamste onderzoeksgebied is de complexiteitstheorie, in het bijzonder de axiomatische complexiteitstheorie, een door hem ontwikkeld deelgebied daarvan waarin geabstraheerd wordt van zowel het machinemodel als de complexiteitsmaat. Hiervoor stelde hij de Blum-axioma's op. Hoewel de theorie niet gebaseerd is op een bepaald machinemodel, kunnen in deze theorie wel enkele concrete resultaten worden bewezen. Blum paste de theorie ook toe op de cryptografie. In 1995 kreeg hij de Turing Award “in recognition of his contributions to the foundations of computational complexity theory and its application to cryptography and program checking.”
Verder werkt hij onder andere aan selectiealgoritmes die in lineaire tijd werken en was hij medebedenker van de pseudo-Toevalsgenerator Blum-Blum-Shub en het Blum-Goldwasser-Cryptosysteem. Bovendien stond hij in het jaar 2000 samen met zijn studenten aan de wieg van de captcha.
Manuel Blum was de promotor van verschillende informatici, waaronder Len Adleman, Michael Sipser en de latere Turing Awardwinnaars Shafi Goldwasser en Silvio Micali.